# نادي مصدة
نادي مصدة السعودي هو أحد أندية الدرجة الرابعة في قرية مصدة في محافظة الدوادمي بمنطقة الرياض تأسس عام 1979 م.